# Monaster św. Barbary w Pińsku
Monaster św. Barbary – prawosławny klasztor żeński w Pińsku, w jurysdykcji eparchii pińskiej i łuninieckiej Egzarchatu Białoruskiego.
Moment utworzenia pierwszej żeńskiej wspólnoty mniszej w Pińsku nie jest znany. Monaster istniał przed rokiem 1521, gdy książę Fiodor Jarosławowicz ufundował nowe budynki mieszkalne dla zakonnic żyjących przy cerkwi św. Barbary. Po zawarciu unii brzeskiej klasztor został zmieniony we wspólnotę unicką, a mniszki niechętne jej przyjęciu musiały go opuścić. Część z nich pozostawała jeszcze przez pewien czas w Pińsku, lecz w 1635 król Władysław IV Waza zabronił władzom miejskim przyjmowania zakonnic-dyzunitek, które starały się utworzyć odrębną wspólnotę. Monaster św. Barbary ponownie znalazł się we władaniu Kościoła prawosławnego po likwidacji unii na ziemiach litewskich i białoruskich w 1839. W 1874, z powodu niewielkiej liczby mniszek, wspólnota została zlikwidowana. W dawnych obiektach klasztornych zlokalizowano szpital, zaś cerkiew monasterska pozostawała czynna jako parafialna.
O reaktywacji wspólnoty zdecydował Synod Egzarchatu Białoruskiego w 1993. W 2017 r. w klasztorze przebywało sześć mniszek.